# Płaskosz pędowy halny

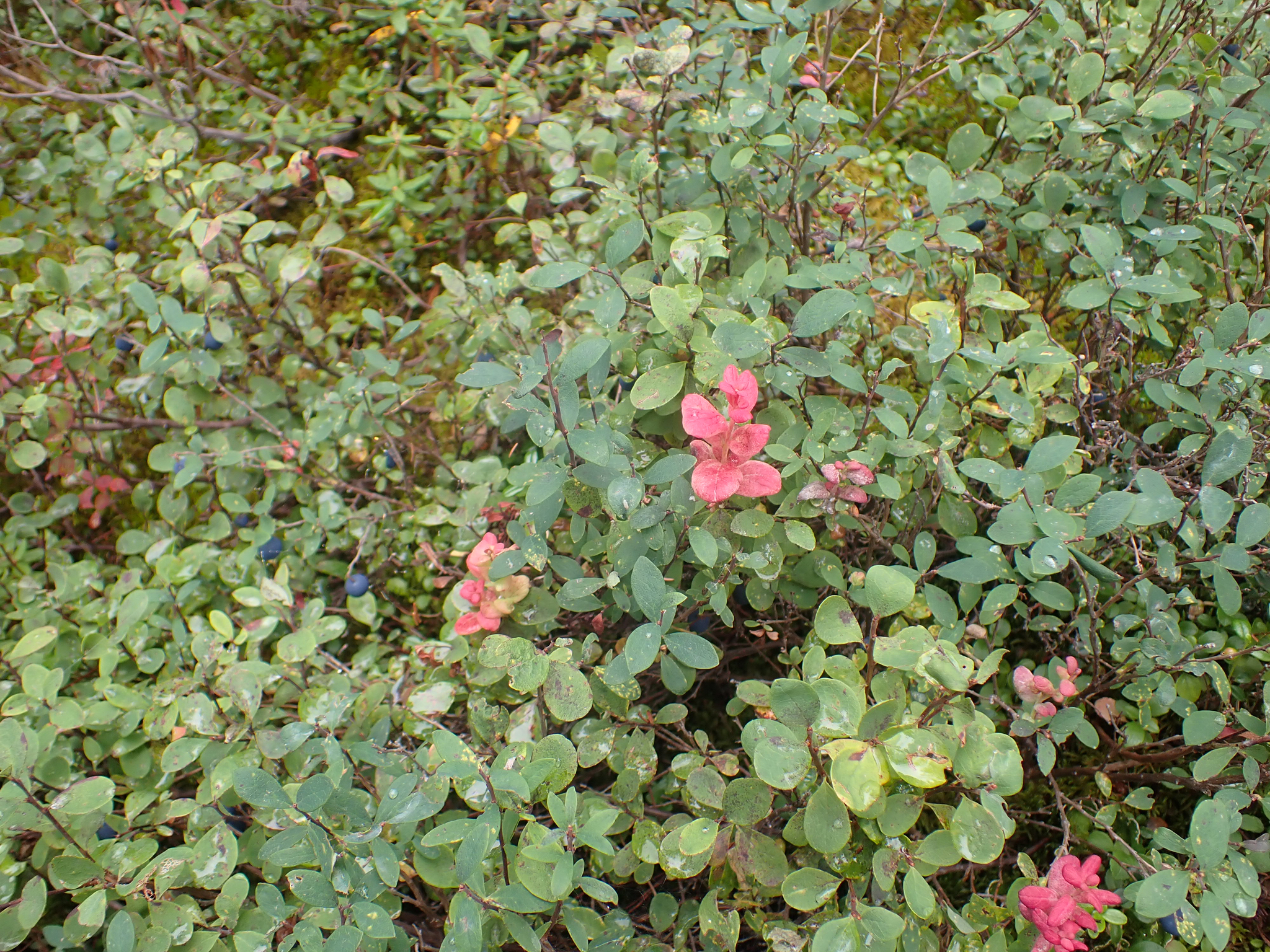

Płaskosz pędowy halny (Exobasidium vaccinii-uliginosi Boud.) – gatunek grzybów z rodziny płaskoszowatych (Exobasidiaceae).

## Systematyka i nazewnictwo
Pozycja w klasyfikacji według Index Fungorum: Exobasidium, Exobasidiaceae, Exobasidiales, Exobasidiomycetidae, Exobasidiomycetes, Ustilaginomycotina, Basidiomycota, Fungi.
Po raz pierwszy opisał go w 1894 r. Jean Louis Émile Boudier. Polską nazwę zarekomendowała Komisja ds. Polskiego Nazewnictwa Grzybów.

## Morfologia i rozwój
Grzyb pasożytniczy. Bazydiospory infekują roślinę wiosną. Objawy porażenia rośliny stają się widoczne po kilku tygodniach. Następuje przerost pędów na długość, liście stają się większe niż normalnie i zmieniają barwę, najpierw żółkną, a następnie czerwienieją. Zazwyczaj porażane są sąsiednie pędy, rzadko pojedyncze. W okresie tworzenia zarodników na dolnej powierzchni liści pojawia się mączysty, szarobiały nalot z bazydiosporami. Mają rozmiary 20–22 × 8–10 µm. Porażone pędy roczne po wytworzeniu zarodników brunatnieją, następnie czernieją i obumierają.

## Występowanie i siedlisko
Znane jest występowanie tego gatunku w Ameryce Północnej, Europie i Azji. Najwięcej stanowisk podano na Półwyspie Skandynawskim. Występuje również w Polsce.
Jest ogólnoustrojowym pasożytem obligatoryjnym, monofagiem porażającym borówkę bagienną (Vaccinium uliginosum). Borówkę bagienną porażają jeszcze dwa inne gatunki płaskosza – płaskosz halny (Exobasidium pachysporum) i płaskosz łochyni (Exobasidium expansum).